# Ledropsis takasagona
Ledropsis takasagona är en insektsart som beskrevs av Kato 1931. Ledropsis takasagona ingår i släktet Ledropsis och familjen dvärgstritar. Inga underarter finns listade i Catalogue of Life.